# Казки з темного боку (фільм)
Казки з темного боку: Фільм (англ. Tales from the Darkside: The Movie) — американський фільм 1990 року.

## Сюжет
Хлопчика Тіммі викрадає відьма Бетті, щоб з'їсти його. І той починає тягнути час, читаючи їй страшні історії з книжки.
Перша розповідь «Лот 249». Студент коледжу Едвард Беллінгем купує мумію, щоб з її допомогою наслати прокляття на людей, які заважають отримати йому довгоочікувану премію. Мумія незабаром оживає і починає полювати на студентів.
Друга розповідь «Кіт з пекла». Прикутий до інвалідного візка мільйонер Дроган запрошує найманого вбивцю Голстона, щоб той знищив дивного чорного кота, що мешкає в його будинку. Кіт загадковим чином став причиною нещасних випадків, в результаті яких загинули його слуга, сестра і гість. Однак впоратися з цією тварюкою виявляється не так-то просто.
Третя розповідь «Клятва закоханого» Кам'яний демон оживає і вбиває на вулиці людину. Свідком цього став художник Джеймс Престон. Тоді демон дає йому вибір: або він помирає страшною смертю, або ніколи не згадує про його існування. Багато років по тому художник думає, що все забуто і розповідає все своїй дружині Керол.

## У ролях

### Пролог
| Актор         | Роль  |
| ------------- | ----- |
| Деббі Гаррі   | Бетті |
| Метью Лоуренс | Тіммі |

### «Лот 249»
| Актор            | Роль      |
| ---------------- | --------- |
| Стів Бушемі      | Беллінгем |
| Джуліанна Мур    | Сьюзен    |
| Крістіан Слейтер | Енді      |
| Роберт Седжвік   | Лі        |
| Майкл Дік        | мумія     |

### «Кіт з пекла»
| Актор          | Роль    |
| -------------- | ------- |
| Вільям Гіккі   | Дроган  |
| Девід Йохансен | Голстон |
| Еліс Драммонд  | Керолін |
| Марк Марголіс  | Гейдж   |

### «Клятва закоханого»
| Актор        | Роль    |
| ------------ | ------- |
| Джеймс Ремар | Престон |
| Рей Дон Чонг | Керол   |
| Роберт Клейн | Вайатт  |